# 张麒
张麒（?—?），河南承宣布政使司永城县人，明仁宗時的诚孝昭皇后张氏的父亲，明宣宗的外祖父。

## 生平
洪武二十年（1387年）张麒的女儿嫁给为燕王朱棣的長子朱高炽，张麒授兵马副指挥。朱棣靖难之役成为永乐帝，世子朱高炽为太子，张麒进京卫指挥使，不久去世。
太子即位明仁宗，追封彭城伯，谥号恭靖，后进彭城侯。三子张昶、張旭及张昇，就是诚孝昭皇后之兄。

## 家族

### 父母
- 祖父：张景惠，追封彭城侯
- 祖母：刘氏，追封彭城侯夫人
- 父亲：张从义，追封彭城侯[1]
- 母亲：朱氏，追封彭城侯夫人

### 妻
彭城伯夫人仝氏，元朝管军万户仝善之女

### 子女
- 张昶
- 張旭
- 张昇
- 诚孝昭皇后

## 延伸阅读
[在维基数据编辑]
 《明史卷三百》，出自《明史》